# Ablación (inteligencia artificial)
En inteligencia artificial (IA), especialmente en aprendizaje automático (AM), la ablación es la eliminación de un componente de un sistema de IA. Un estudio de ablación investiga el rendimiento de un sistema de IA mediante la eliminación de determinados componentes para comprender la contribución del componente al sistema global.
El término es una analogía con la biología (extirpación de componentes de un organismo), y se utiliza especialmente en el análisis de redes neuronales artificiales por analogía con la cirugía ablativa del cerebro. Otras analogías incluyen otros sistemas biológicos de la neurociencia, como el sistema nervioso central de la Drosophila y el cerebro de los vertebrados.
Los estudios de ablación exigen que un sistema muestre una tolerancia a fallas: el sistema debe seguir funcionando aunque falten o se degraden ciertos componentes. Según algunos investigadores, los estudios de ablación se han considerado una técnica conveniente para investigar la inteligencia artificial y su durabilidad ante daños estructurales.
Los estudios de ablación dañan y/o eliminan determinados componentes en un entorno controlado para investigar todos los posibles resultados de un fallo del sistema; así se caracteriza cómo afecta cada acción al rendimiento y las capacidades generales del sistema. El proceso de ablación puede utilizarse para probar sistemas que realizan tareas como el reconocimiento de voz, el reconocimiento visual de objetos y el control de robots.

## Historia
El término se atribuye a Allen Newell, uno de los fundadores de la inteligencia artificial, que lo utilizó en su tutorial de 1974 sobre el reconocimiento del habla, publicado en Newell (1975). El término es por analogía con la ablación en biología. La motivación era que, aunque los componentes individuales están diseñados, la contribución de un componente individual al rendimiento global del sistema no está clara; eliminar componentes permite este análisis.
Newell comparó el cerebro humano con los ordenadores artificiales. En este sentido, Newell considera que ambos son sistemas de conocimiento y que en ambos pueden aplicarse procedimientos como la ablación para probar determinadas hipótesis.